# Evert Mul
Evert Gerrit Mul (Den Haag, 18 januari 1909 - Breda, 16 februari 1974) was een Nederlands voetballer. Hij speelde als doelman tussen 1929 en 1938 voor HBS waar hij ook aanvoerder werd. Hij maakte begin 1939 een kortstondige rentree. Mul speelde in 1936 eenmaal voor het Nederlands voetbalelftal als vervanger van Leo Halle in een vriendschappelijke wedstrijd tegen België (8-0). Hierna bedankte hij voor het Nederlands elftal.
Mul huwde in 1936. Hij was de vader van NAC Breda-speler Rob Mul.